# طواف ميزوري
طواف ميزوري (بالإنجليزية: Tour of Missouri)‏ هو سباق دراجات هوائية، أقيم في شهر سبتمبر لثلاثة مواسم (2007-2009) في ميزوري في الولايات المتحدة.

## قائمة الفائزين
| السنة | الفائز             | الثاني           | الثالث            |
| ----- | ------------------ | ---------------- | ----------------- |
| 2007  | جورج هينكابي       | Will Frischkorn ‏ | Dominique Rollin ‏ |
| 2008  | كريستيان فاند فيلد | مايكل روجرز      | سفين توفت         |
| 2009  | ديفيد زابريسكي     | غوستاف لارسون    | ماركو بينوتي      |

## وصلات خارجية
- الموقع الرسمي
- طواف ميزوري في موقع Cycling Archives سايكلنج أركايفز